# スタート展示

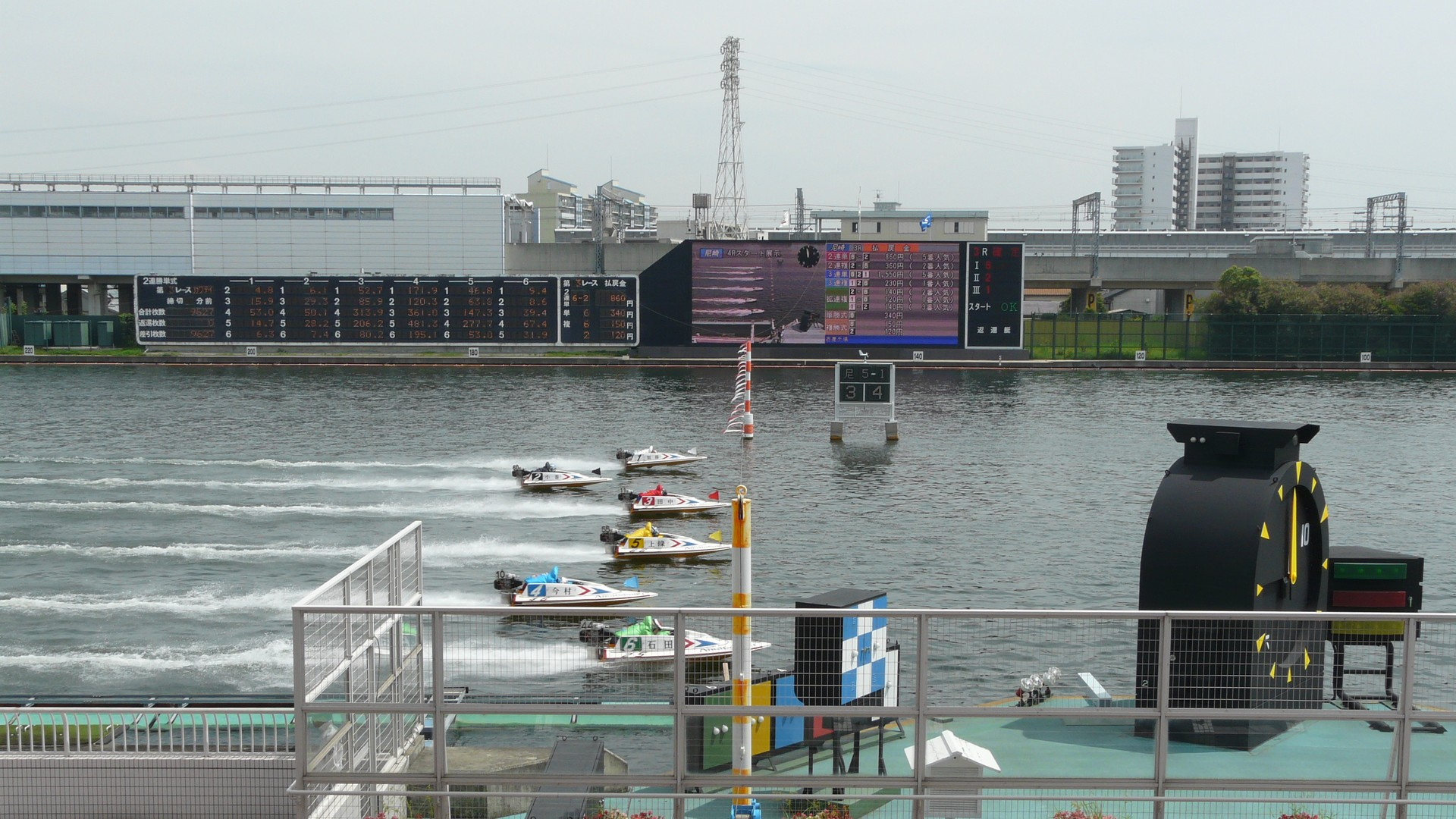
スタート展示

スタート展示（スタートてんじ）とは、競艇におけるピットアウトの出足やスタート時の進入コースを事前に舟券を予想する客に見せることを目的に実施されているものである。
スタートタイミングが難しい競艇では、選手にとって本番レース直前にスタートの練習を行う効果も担っている。また、他の選手がどのような作戦で動いてくるかある程度見極める機会になる。

## 概要
スタート展示は、前のレース終了後（第1競走についてはスタート展示開始時刻が出走表などで公表されている）に実際のレースと同様にして、ピットアウト、スタートへ向うまでの待機行動、およびスタートするまでの行程をリハーサルするものである。本番でもスタート展示と同じコースの方がスタートタイミングが掴めるので、スタート展示のコース配置は本番レースでも大きく反映される。なお、スタート展示後に観客への情報提供として、各艇の進入コース及びスタートタイミングが発表される。

## 歴史
元々「スタート練習（S練）」という名称で実施されたが、スタート練習での進入コースは本番の進入に対して何の制限も与えるものでなく、本番進入コースとの乖離が久しいため、舟券を予想する客から見ると紛らわしいという批判が存在していた。このためスタート練習は1991年に廃止され、展示航走（周回展示）だけで選手の実力などを見定めていた。
一方で進入位置に対する推理判断が難しい面も多かったため、2002年8月より「スタート展示」として再開された。
スタート展示開始当初は、各艇ごとに「スロースタート」と「ダッシュスタート」がスタート展示時点で決定され、本番においてはスロースタートからダッシュスタートへの変更は認められるが、その逆のダッシュスタートからスロースタートへの変更は審判員がやむを得ないと認めた場合以外、賞典除外などの処分（レースそのものは出走可）を受けることがあった。また仮にスタート展示で6コースの艇が本番で1コースに入った場合は、レースを一旦無効にしたうえでピットアウトからレースをやり直すことになっていた。
2004年4月28日以後の日を初日とする競走からルールが一部改正され、ダッシュスタートからスロースタートへの変更が自由に行えるようになった。さらにスタート展示で6コースだった艇が本番で1コースに入った場合（自艇が2コースで1コースの艇がフライング等スタート事故による欠場により1コース進入となった場合はやむをえないものとして認められる）は、それまでレースのやり直しとなっていたが、フライングや出遅れと同様にその選手については欠場（舟券は返還）扱いとみなされるようになった。
2008年5月1日以後の日を初日とする開催から、スタート展示で6コースから進入した選手がレース本番で1コースに進入した場合に欠場となる規定、およびスタート展示に参加しなかったりスタート展示における進入コースを審判委員長が判断出来なかった艇がレース本番で最アウトコースとなる規定が廃止された。

## 規定
スタート展示、および本番レースでのスタートに関する規定は以下の通り。
- 「スタート展示」と「本番レース」で異なる位置からスタートしてもよい。
- スタート展示に関係なく、本番で回り直した場合も最アウトからのスタートになる。
- 周り直した艇が複数あった場合は順に繰り上がり、最後に回り直した艇が一番外側のコースからスタートする。
- これらの規定に対する違反行為については、レースは成立するが違反した選手は賞典除外の処分を受けることになる。
- スタート展示によるフライング及び出遅れのペナルティはない。ただし、待機行動中にアクシデント（転覆やボート破損など）が発生した（周回展示にも参加できない）艇は本番レースに出走できず欠場（関係する舟券は全て返還）となる。

## その他
- 2014年11月13日～12月3日開催の宮島競艇場のレース（3節間）においては、スタート展示を実施しない企画が行われた。
- 2024年11月 - 12月にかけ、大村競艇場のミッドナイトボートレースにおいて、スタート展示無し（周回展示は実施）の競走が行われる。レース間隔を短縮し、競走の時間をより遅くする狙い[1]。